# Elias Eller (Politiker)
Elias Eller (geboren 1813; gestorben 12. August 1872) war ein deutscher Politiker (Deutsche Volkspartei (DtVP)), MdL Baden.

## Leben
Eller hatte Rechtswissenschaften studiert und arbeitete als Rechtsanwalt in Mannheim. 1848 hatte er zusammen mit Lorenz Brentano den Redakteur Jean-Pierre Grohe verteidigt und war daraufhin selbst des Hochverrats angeklagt, aber 1850 freigesprochen worden. 1849 wurde er in den Gemeinderat in Mannheim gewählt, konnte sein Mandat aber nicht antreten. 1862 kam er dann in den großen Bürgerausschuss und 1870 in den Gemeinderat in Mannheim. 
Im Oktober 1871 wurde er für die DtVP in den Badischen Landtag gewählt.